# Fűzfafélék

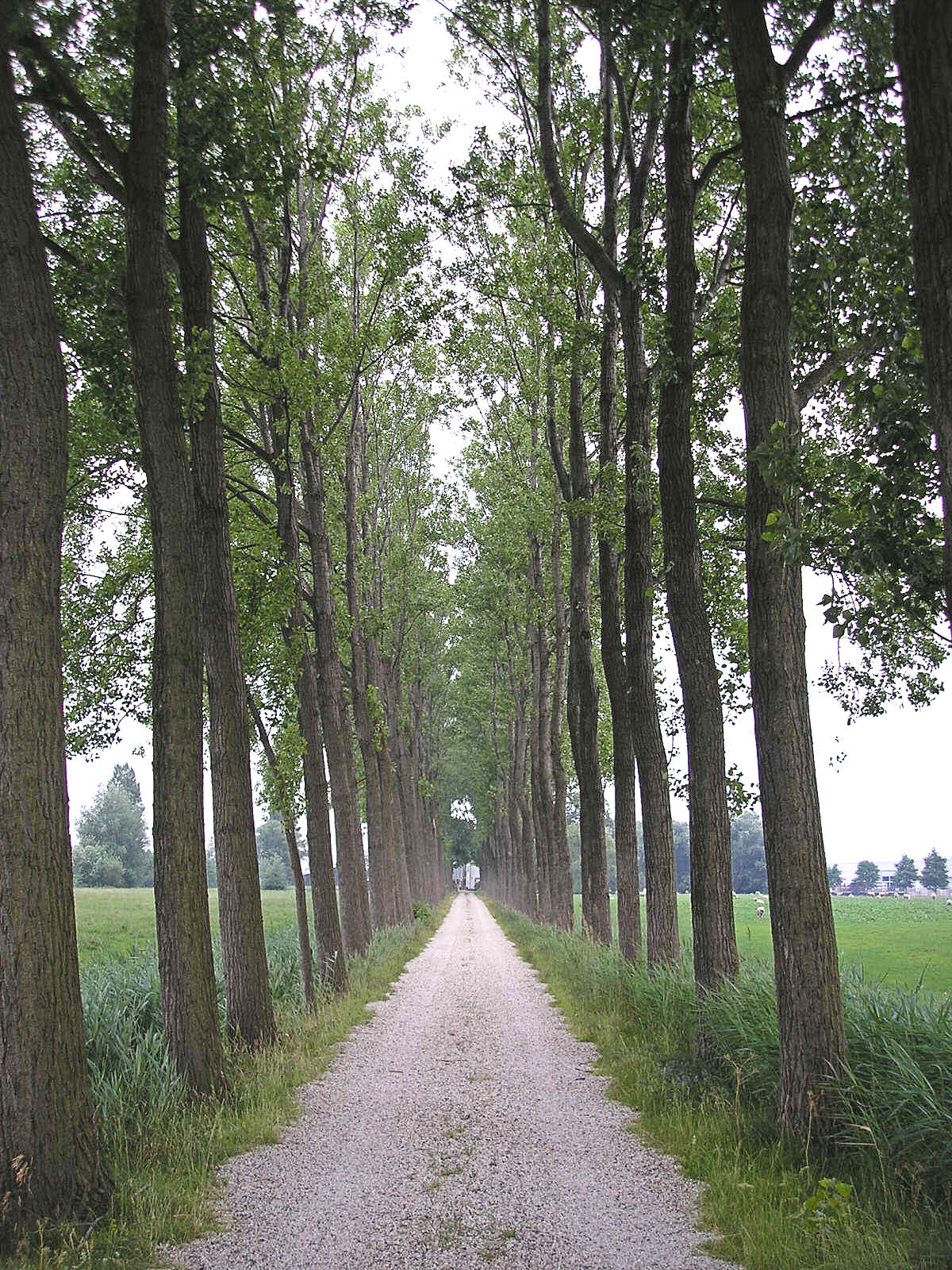
Jegenyenyárfasor (Dél-Hollandia, Hazerswoude)

A fűzfafélék (Salicaceae) a legújabb rendszerezések szerint a Malpighiales rendbe tartozó növénycsalád. A korábbi rendszerek a fűzvirágúak (Salicales) rendjébe osztották, annak egyetlen családjaként. A fűzeken és nyárakon kívül főleg trópusi nemzetségek tartoznak ide.

## Elterjedésük, élőhelyük
Az északi flórabirodalom mérsékelt övi és szubarktikus tájainak növényei. Általában nedves, nyirkos termőhelyeken – láp- és ligeterdőkben, mocsarakban nőnek.

## Jellemzők
Szórt levélállású, kétlaki, lombhullató fák vagy cserjék. Leveleik egyszerűek, tagolatlanok. Pálhaleveleik korán lehullanak.
Kétlakiak. A murvalevelek hónaljából növő virágzataikban a virágok leegyszerűsödtek, csupaszok: sziromlevél nincs vagy jelentéktelen, a csészelevelek gyakran csökevényesek. A virágzat a legtöbbször barka. A hímivarú virágban 2–30 porzószál nő. A termőtájat két, összenőtt termőlevél alkotja. A felső állású, egyrekeszű magház egy termőlevélből fejlődik. A termés sokmagvú tok; a magvakat szőrüstök burkolja.

## Életmódjuk, élőhelyük
Gyakran pionír növények. Virágaik a lombfakadás előtt nyílnak. Egyes nemzetségek (például a nyárfa (Populus) virágait a szél porozza be, más nemzetségekét, így a fűzét (Salix) rovarok. Magvaikban kevés a tápanyag, ezért csak nagyon rövid ideig csíraképesek.

## Felhasználásuk
Jellegzetes kémiai anyagaik a fenol-heterozidok (mint például a szalicin és a populin). Ezek egyrészt védik őket a növényevő és a fitopatogén szervezetektől, másrészt a rájuk specializálódott fogyasztóknak figyelmét felkeltő jelzőanyagok. A népi gyógyászatban főzetüket régóta használják gyulladások és láz csillapítására.
Fájuk gyengébb minőségű ipari puhafa, amiből használati eszközöket, dobozokat, gyufát, papírt készítenek (utóbbit a nyárakból).

## Rendszertani felosztásuk
A Salicaceae család a Cronquist-rendszerben még saját rendbe, a Salicales-be tartozott, mindössze három nemzetséggel (Salix, Populus és Chosenia), az APG-rendszer azonban a Malpighiales rendbe sorolja, jóval több génusszal (a Chosenia most a Salix alnemzetsége).
A családot 56 nemzetségre bontják (ezek közül Magyarországon a névadó fűz és a nyár jelentős):
- Abatia,
- Aphaerema,
- Azara,
- Banara,
- Bartholomaea,
- Bembicia,
- Bennettiodendron,
- Bivinia,
- Byrsanthus,
- Calantica,
- Carrierea,
- Casearia,
- Dissomeria,
- Dovyalis,
- Euceraea,
- Flacourtia,
- Gerrardina,
- Hasseltia,
- Hasseltiopsis,
- Hecatostemon,
- Hemiscolopia,
- Homalium,
- Idesia,
- Itoa,
- Laetia,
- Lasiochlamys,
- Ludia,
- Lunania,
- Macrohasseltia,
- Mocquerysia,
- Neopringlea,
- Neoptychocarpus,
- Olmediella,
- Oncoba,
- Ophiobotrys,
- Osmelia,
- Phyllobotryon,
- Phylloclinium,
- Pineda,
- Pleuranthodendron,
- Poliothyrsis,
- nyárfa (Populus),
- Priamosia,
- Prockia,
- Pseudoscolopia,
- Pseudosmelia,
- Ryania,
- fűz (Salix),
- Samyda,
- Scolopia,
- Scyphostegia,
- Tetrathylacium,
- Tisonia,
- Trimeria,
- Xylosma,
- Zuelania.